# Província de Lieja
La província de Lieja (en francès Liège, en való Lidje) és una província valona de l'est de Bèlgica. La ciutat de Lieja n'és la capital.

## Història
La província actual prové d'un departament creat per l'administració francesa a la fi del segle xviii, el departament de l'Ourte. Els revolucionaris que van voler trencar les fronteres feudals de l'antic règim van combinar part del principat de Lieja, del principat de Stavelot-Malmedy, del ducat de Limburg i dels països enllà del Mosa per a formar una nova entitat administrativa contigua sense els enclavats i exclavat típics del règim feudal. També, en aplicar el principi de la igualtat (tothom parla francès), tampoc no van prendre en consideració les fronteres lingüístiques.
El 1815, després de la desfeta napoleònica, la part oriental (Eupen, Malmedy, Sankt-Vith, Schleiden, Kronenburg, Schüller, Steffeln i Dhom) va ser atorgada a l'imperi prussià. Tot i mantenir les fronteres administratives franceses, el rei Guillem I dels Països Baixos va abandonar les denominacions geogràfiques francesos per a tornar als noms més tradicionals de les províncies. Va canviar el nom en província de Lieja, en recordatori de l'antic principat de Lieja, tot i que el territori no corresponia gaire a l'antic principat.
El 1919, després de la desfeta prussiana, els cantons Eupen, Malmedy i Sankt-Vith van tornar a la província de Lieja.
El 1962, les fronteres de la província van canviar per a la darrera vegada: Landen, Neerhespen i Overhespen van passar a la província de Brabant i Voeren va passar a la província de Limburg. Els pobles limburguesos de la vall del Jeker, Bassenge, Wonck, Eben-Emael, Roclenge-sur-Geer van passar a la província de Lieja.
Des d'aleshores, les fronteres ja no van canviar.

## Els 84 municipis de la província de Lieja
1. Amay

2. Amel

3. Ans

4. Anthisnes

5. Aubel

6. Awans

7. Aywaille

8. Baelen

9. Bassenge

10. Berloz

11. Beyne-Heusay

12. Blegny

13. Braives

14. Büllingen

15. Burdinne

16. Burg-Reuland

17. Bütgenbach

18. Chaudfontaine

19. Clavier

20. Comblain-au-Pont

21. Crisnée

22. Dalhem

23. Dison

24. Donceel

25. Engis

26. Esneux

27. Eupen

28. Faimes

29. Ferrières

30. Fexhe-le-Haut-Clocher

31. Flémalle

32. Fléron

33. Geer

34. Grâce-Hollogne

35. Hamoir

36. Hannut

37. Héron

38. Herstal

39. Herve

40. Huy

41. Jalhay

42. Juprelle

43. La Calamine o Kelmis

44. Lieja (Liège) 

45. Lierneux

46. Limburg (Limbourg)

47. Lincent

48. Lontzen

49. Malmedy

50. Marchin

51. Modave

52. Nandrin

53. Neupré

54. Olne

55. Oreye

56. Ouffet

57. Oupeye

58. Pepinster

59. Plombières

60. Raeren

61. Remicourt

62. Saint-Georges-sur-Meuse

63. Saint-Nicolas

64. Sankt-Vith

65. Seraing

66. Soumagne

67. Spa

68. Sprimont

69. Stavelot

70. Stoumont

71. Theux

72. Thimister-Clermont

73. Tinlot

74. Trois-Ponts

75. Trooz

76. Verlaine

77. Verviers

78. Villers-le-Bouillet

79. Visé

80. Waimes

81. Wanze

82. Waremme

83. Wasseiges

## Llista de Governadors
- 1830 - 1831: Etienne de Sauvage (Liberal)
- 1831 - 1832: Jean-François Tielemans (Liberal)
- 1832 - 1844: Charles van den Steen de Jehay
- 1844 - 1846: Henri de Brouckère (Liberal)
- 1846 - 1847: Edmond de la Coste (Liberal)
- 1847 - 1863: Ferdinand de Macar (Liberal)
- 1863 - 1882: Charles de Luesemans (Liberal)
- 1882 - 1908: Léon Pety de Thozée
- 1908 - 1919: Henry Delvaux de Fenffe (Partit Social Cristià)
- 1919 - 1927: Gaston Gregoire (Liberal)
- 1927 - 1937: Henri Pirard
- 1937 - 1943: Jules Mathieu
- 1944 - 1953: Joseph Leclercq (PSB)
- 1953 - 1971: Pierre Clerdent (PRL)
- 1992 - 1990: Gilbert Mottard (PSB)
- 1990 - 2004: Paul Bolland (PS)
- 2004 - present: Michel Foret (Mouvement Réformateur (liberal))